# Fombellida
Fombellida es un municipio y localidad española de la provincia de Valladolid, en la comunidad autónoma de Castilla y León, en el valle del Esgueva. A finales del XVI, con el nombre de Fuentevellida, perteneció a la provincia de Palencia. Limita al norte con la provincia de Palencia, al oeste con Torre de Esgueva y Castroverde de Cerrato, al sur con Valbuena de Duero y Piñel de Abajo y al este con Piñel de Arriba y Canillas de Esgueva. 

## Geografía
Fombellida es un pueblo situado en el Valle Esgueva a 48 km de Valladolid, encontrándose entre Torre de Esgueva, a una distancia de un km, y Canillas de Esgueva, a cinco km.
Se encuentra en la margen derecha del río Esgueva, al pie del Páramo donde la ladera pierde su pendiente y donde hace tiempo hubo una Fonte Bellida, ‘Fuente Hermosa’, que al parecer dio nombre a la localidad.

## Historia

### Siglo XIX
Así se describe a en la página 199 del tomo VIII del Diccionario geográfico-estadístico-histórico de España y sus posesiones de Ultramar, obra impulsada por Pascual Madoz a mediados del siglo XIX:

FUEN BELLIDA

Villa con ayuntamiento en la provincia, audiencia territorial y capitanía general de Valladolid (8 leguas), partido judicial de Valoria la Buena (4 1/2), diócesis de Palencia (6).
Situada en el valle de Esgueva a la margen derecha del río de este nombre, la combaten los vientos N y O que hacen su clima frío y propenso a pulmonías en el invierno y tercianas en el otoño.
Tiene 80 casas, la consistorial; escuela de instrucción primaria frecuentada por 30 alumnos, a cargo de un maestro, sin más dotación que la convenida con los padres de los discípulos. Hay una fuente de pilón que solo sirve para abrevadero de los ganados; una iglesia parroquial de primer ascenso (San Antolín), servida por un cura teniente y un beneficiado.
Término: confina N Hérmedes; E Canillas; S Torre, y O Castroverde. Dentro de él se encuentran al N una fuente de buenas aguas que surte al vecindario para beber y demás necesidades domésticas, y al E una ermita (el Santo Cristo de las Heras).
El terreno a excepción del valle, fertilizado por el Esgueva, es montañoso y de mala calidad; comprende un monte robledar, de bastante extensión, y es común de esta villa y las de Torre, Castroverde y Villaco.
Caminos: los locales, el que dirige a Peñafiel, y el que por las inmediaciones de la población conduce desde Roa a Valladolid. Correo: se recibe y despacha en la administración de Peñafiel, por cualquier vecino de los que concurren al mercado.
Producciones: trigo, morcajo y alaga, avena, cebada, anís, legumbres, patatas y poco vino; se cría ganado lanar y vacuno; caza de liebres y perdices, y pesca de barbos, anguilas y abundancia de cangrejos.
Industria: la agrícola y un molino harinero impulsado por el Esgueva.
Comercio: exportación del sobrante de cereales y ganados, e importación de los artículos que faltan.
Población: 87 vecinos, 315 almas.

Capital productivo: 520.120 reales. Imponible: 52.012. Contribución: 10.769 reales y 5 maravedíes. Presupuesto municipal: 2.200 reales, se cubre por reparto entre los vecinos.

## Geografía humana

### Demografía
Cuenta con una población de 175 habitantes (INE 2024).
| Gráfica de evolución demográfica de Fombellida entre 1842 y 2021                                                                                                |
| |
| Población de derecho según los censos de población del INE Población de hecho según los censos de población del INEEn este censo se denominaba Fonvellida: 1842 |

## Cultura

### Patrimonio
Tiene dos destacados monumentos: la iglesia de San Antolín y la ermita del Santo Cristo del Amparo.
La iglesia parroquial de San Antolín es un edificio gótico de fines del siglo XVI, de piedra, con una sola nave cubierta por bóvedas de crucería. La capilla mayor posee una bóveda de crucería estrellada y un arco triunfal de medio punto. Alberga imágenes y retablos (XVI al XVIII), una cruz de plata dorada del primer cuarto del XVI con detalles ornamentales góticos y la imagen de la Virgen ofreciendo un fruto al Niño.
Edificio gótico de fines del siglo XVI, de piedra, con una nave cubierta por bóvedas de crucería con terceletes y combados, contrarrestadas por contrafuertes. Capilla mayor con bóveda de crucería estrellada y arco triunfal de medio punto. Puerta en arco de medio punto, en el lado de la Epístola. En la sacristía la cubierta va decorada con yeserías del siglo XVIII. Torre, a los pies, de tres cuerpos, de piedra. La joya de la iglesia es una cruz de plata sobredorada, del siglo XVI.

### Fiestas
Se celebran fiestas en honor al Cristo del Amparo en Pentecostés. La fiesta en honor al Santo Cristo se lleva a cabo en el domingo de Pentecostés, fecha en que los habitantes del municipio van a la ermita del Santo Cristo del Amparo a honrar a su patrón después de haberle dedicado un novenario en la iglesia del pueblo.
En fiestas es tradicional la organización de todos los vecinos del pueblo en Peñas y el subir a comer y merendar a las bodegas. El baile de las verbenas y las jotas de las dulzainas amenizan los corazones de los fombellideros a lo largo de todos estos días. Son días de que vengan los forasteros y la gente de los alrededores los cuales siempre se llevarán un buen recuerdo.
Fiestas de verano del último jueves de agosto al 2 de septiembre San Antolín. Sus fiestas patronales son en honor a san Antolín, el 2 de septiembre (último fin de semana de agosto).